# Kaftin
Kaftin (tiếng Ả Rập: كفتين, cũng đánh vần là Keftin hoặc Kaftayn) là một ngôi làng ở miền bắc Syria, một phần hành chính của Tỉnh Idlib, nằm ở phía tây bắc Idlib. Ngôi làng nằm ở phía nam của Núi A'la. Các địa phương lân cận bao gồm Killi ở phía bắc, Hizano ở phía đông, Kafr Yahmul ở phía đông nam, Maarrat al-Ikhwan ở phía nam, Haranabush ở phía tây nam và Qurqania ở phía tây bắc. Theo Cục Thống kê Trung ương Syria, Kaftin có dân số 2.346 người trong cuộc điều tra dân số năm 2004. Cư dân của nó chủ yếu là thành viên của cộng đồng Druze, một trong số ít những ngôi làng Druze nằm ở phía bắc Syria. Cư dân Kaftin làm việc chủ yếu trong nông nghiệp và trồng ô liu và thì là.

## Lịch sử

### Thời đại Ottoman
Trong thời kỳ cuối Ottoman, vào cuối những năm 1840, Kaftin là một ngôi làng Druze do một người theo đạo Hồi ("thủ lĩnh địa phương") tên là Abu Sharif Nasif. Vào thời điểm đó, phần lớn cộng đồng Druze của Núi A'la đã từng rời khỏi khu vực sau khi bị lôi kéo vào mối thù giữa hai ngôi làng Hồi giáo Kafr Takharim và Armanaz vào đầu thế kỷ 19. Đảng Hồi giáo yếu hơn đã chiếm giữ nơi trú ẩn an toàn với Druzes của khu vực và do đó Druze đã phát động một cuộc tấn công vào ngôi làng Hồi giáo mạnh hơn. Tuy nhiên, ngay sau đó, hai phe Hồi giáo đã tuyên bố đình chiến và cùng với các chiến binh Hồi giáo từ Antioch, họ đã tấn công Druze của Núi A'la. Druze đã bị đánh bại một cách quyết đoán và sheikh của họ đã bị giết dẫn đến một chuyến bay lớn tới Núi Liban, Hauran và Damascus. Một số lượng nhỏ Druze đã trở lại Núi Kaftin và A'la vào giữa thế kỷ 19.
Kaftin đã được ghi nhận cho nhiều ngôi nhà bồ câu của nó, nơi hàng ngàn con chim bồ câu trắng sẽ sinh sản hàng năm. Vào những năm 1790, du khách người Anh William George Browne đã mô tả những ngôi nhà là "đáng chú ý". Khi chim bồ câu non có thể bay, chúng sẽ được thu thập và cung cấp cho thị trường của những ngôi làng gần đó và Aleppo nơi chúng sẽ được bán dưới dạng hàng hóa có giá trị. Những ngôi nhà bồ câu là những tòa nhà cao và hẹp, một số trong số chúng đạt tới chiều cao 50 feet và chúng được đánh số 72, mặc dù vào thời điểm đó, phần lớn trong số chúng đang bị hủy hoại.
Vào tháng 11 năm 1875, một kiến nghị của cư dân Kaftin đã được gửi đến lãnh sự Anh tại Aleppo yêu cầu sự can thiệp với chính quyền tỉnh Ottoman của Aleppo, những người mà họ cáo buộc đã tịch thu và bán tài sản của họ mà họ đã đóng thuế và trồng cây ô liu trong thời gian trước đó các thế hệ.

### Nội chiến Syria
Trong cuộc nội chiến ở Syria đang diễn ra, cư dân Kaftin đã cung cấp nơi trú ẩn cho những người tị nạn nội bộ. Mặc dù khu vực Idlib (ngoại trừ Idlib và các vùng lãnh thổ nhỏ) phần lớn nằm dưới sự kiểm soát của phe đối lập, Quân đội Syria Tự do (FSA) đã không xâm nhập vào Kaftin hoặc các làng Druze khác vì các làng duy trì sự trung lập của họ trong cuộc xung đột và khiến nhiều người phải di dời gia đình từ các thị trấn lân cận. Tuy nhiên, đến cuối năm 2013, các chiến binh từ Nhà nước Hồi giáo Iraq và Syria (ISIS), một tổ chức Salafist - thánh chiến, phần lớn trở thành thống trị đối với FSA và chiếm được Kaftin cùng với các làng đa số Druze khác trong khu vực. Họ báo cáo rằng các cư dân "tuyên bố đạo Hồi của họ" bằng cách chuyển đổi nhà cầu nguyện của họ thành nhà thờ Hồi giáo và cắt tỉa ria mép.